# Joe Medicine Crow
Joseph Medicine Crow (27 de outubro de 1913 - 3 de abril de 2016) foi um escritor, historiador e chefe de guerra nativo americano da Nação Crow. Seus escritos sobre a história dos nativos americanos e a cultura das reservas são considerados trabalhos seminais, mas ele é mais conhecido por seus escritos e palestras sobre a Batalha de Little Bighorn de 1876.
Medicine Crow era um veterano da Segunda Guerra Mundial, servindo como batedor na 103ª Divisão de Infantaria do Exército dos EUA. Ele recebeu a Medalha Estrela de Bronze e a Légion d'honneur por seu serviço durante a Segunda Guerra Mundial. Em 2009, foi premiado com a Medalha Presidencial da Liberdade de Barack Obama .
Medicine Crow foi membro fundador do Círculo Tradicional de Anciãos e Jovens Indianos . Ele foi o último chefe de guerra da Nação Crow e o último chefe de guerra dos índios das planícies .

## Primeiros anos
Joseph Medicine Crow (seu nome Crow significava Pássaro Alto) nasceu em 1913, na Reserva Indígena Crow, perto de Lodge Grass, Montana. Ele era filho de Amy Yellowtail e Leo Medicine Crow. Como o sistema de parentesco Crow era matrilinear, ele foi considerado nascido pelo povo de sua mãe e ganhou seu status social a partir dessa linha. Pela tradição, propriedades e posições tribais foram passadas a ele pela linha materna.

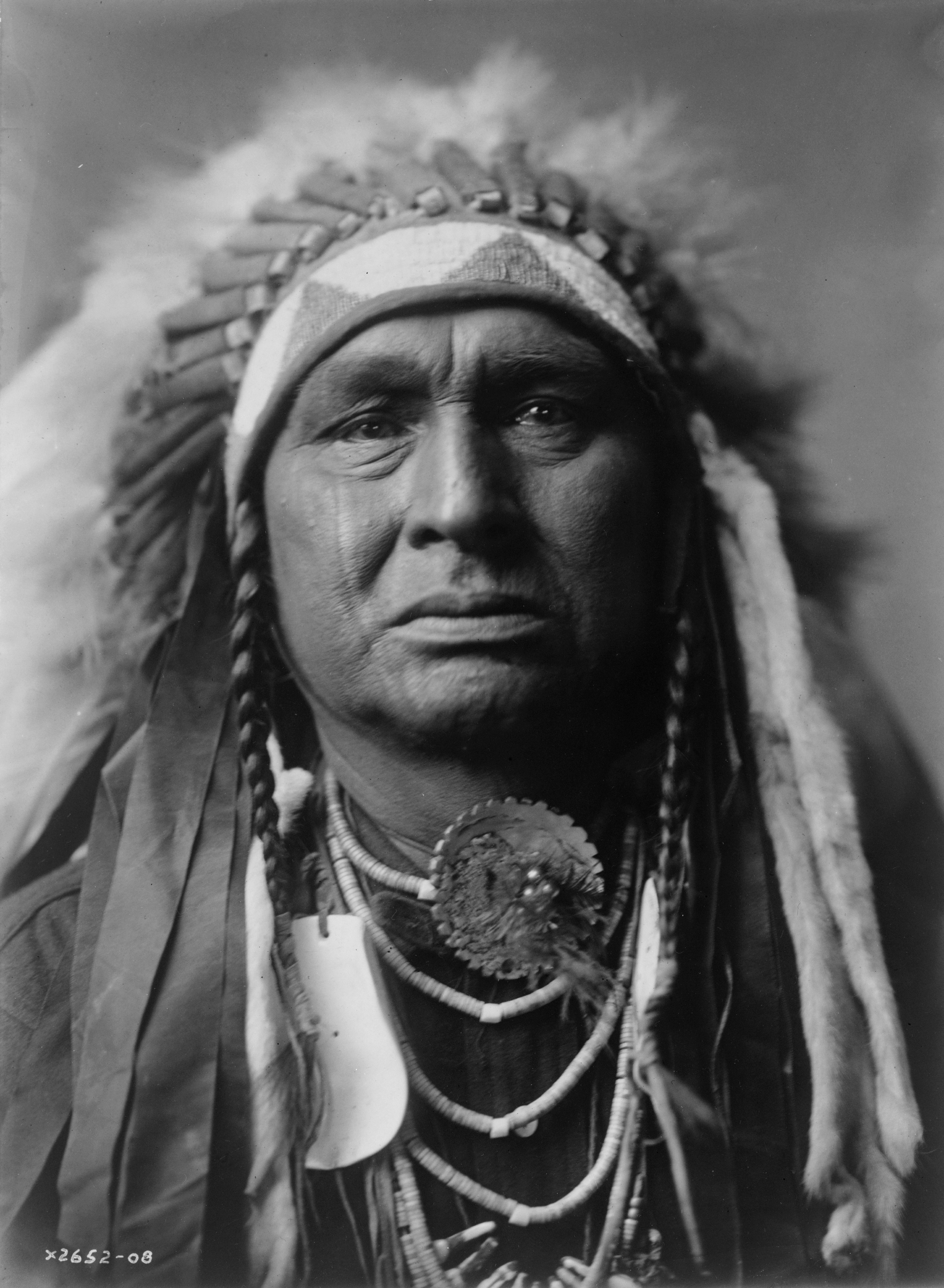
White Man Runs Him, avô de Joe Medicine Crow

Seu avô materno, White Man Runs Him, foi um batedor do general americano George Armstrong Custer e uma testemunha ocular da Batalha de Little Bighorn em 1876. Essa batalha entre povos indígenas e o exército estadunidense é ainda hoje estudada como um dos grandes confrontos dos povos nativos americanos. A prima de Joe Medicine Crow era Pauline Small, foi a primeira mulher eleita para um cargo na tribo de índios Crow .

## Educação
Quando era jovem, Medicine Crow ouviu o testemunho oral direto sobre a Batalha de Little Bighorn em 1876 de seu avô, White Man Runs Him, que havia sido um batedor do General George Armstrong Custer.
A partir de 1929, quando estava na oitava série, Medicine Crow frequentou o Bacone College em Muskogee, Oklahoma, que também oferecia aulas preparatórias para alunos do ensino médio. Ele estudou até completar um grau de Associate of Arts em 1936. Ele passou a estudar sociologia e psicologia para obter seu diploma de bacharel no Linfield College em 1938. Ele obteve um mestrado em antropologia pela University of Southern California em Los Angeles em 1939; ele foi o primeiro membro da tribo Crow a obter um mestrado. Sua tese, The Effects of European Culture Contact upon the Economic, Social, and Religious Life of the Crow Indians, tornou-se um trabalho muito respeitado sobre a cultura Crow. Ele começou a trabalhar para o doutorado e, em 1941, concluiu o curso exigido. Não concluiu o doutorado, devido à entrada dos Estados Unidos na Segunda Guerra Mundial.
Medicine Crow lecionou na Chemawa Indian School por um ano em 1941, depois conseguiu um emprego na indústria de defesa nos estaleiros de Bremerton, Washington, em 1942.

## Segunda Guerra Mundial
Depois de passar a segunda metade de 1942 trabalhando nos estaleiros navais em Bremerton, Washington, Medicine Crow ingressou no Exército dos Estados Unidos em 1943. Ele se tornou um batedor na 103ª Divisão de Infantaria e lutou na Segunda Guerra Mundial . Sempre que ele ia para a batalha, ele usava sua pintura de guerra (duas listras vermelhas em seus braços) sob seu uniforme e uma sagrada pena de águia pintada de amarelo, fornecida por um curandeiro "sundance", sob seu capacete.
Medicine Crow completou todas as quatro tarefas necessárias para se tornar um chefe de guerra: tocar um inimigo sem matá-lo (contando golpe), pegar a arma de um inimigo, liderar um grupo de guerra bem-sucedido e roubar o cavalo de um inimigo.
Ele também liderou um grupo de guerra bem-sucedido e roubou cinquenta cavalos de propriedade da SS nazista de um acampamento alemão, cantando uma tradicional canção de homenagem aos crows enquanto cavalgava.
Medicine Crow foi o último membro da tribo Crow a se tornar um chefe de guerra. Ele foi entrevistado e apareceu na série do diretor Ken Burns, na PBS, em 2007, chamada The War , descrevendo sua atuação como soldado durante a Segunda Guerra Mundial. O cineasta Ken Burns disse à época: "A história de Joseph Medicine Crow é algo que eu queria contar há 20 anos."

## Porta-voz tribal
Depois de servir no Exército, Medicine Crow voltou para a Crow Agency . Em 1948, foi nomeado historiador tribal e antropólogo. Ele trabalhou para o BIA a partir de 1951. Ele serviu como membro do conselho ou oficial da Crow Central Education Commission quase continuamente desde a sua criação em 1972. Em 1999, ele se dirigiu às Nações Unidas .
Medicine Crow era um orador convidado frequente no Little Big Horn College e no Little Big Horn Battlefield Museum. Ele também apareceu em vários documentários sobre a batalha, por causa da história oral associada de sua família. Ele escreveu um roteiro "que foi usado na reconstituição da Batalha de Little Big Horn, realizada todos os verões em Hardin desde 1965".
Medicine Crow foi membro fundador do Little Bighorn College e do Buffalo Bill Historical Center em Cody, Wyoming, a partir de 1976.
Como historiador, Medicine Crow era o "guardião das memórias" de sua tribo. Ele preservou as histórias e fotografias de seu povo em um arquivo em sua casa e garagem. Seus livros incluem Crow Migration Story, Medicine Crow, Handbook of the Crow Indians Law and Treaties, Crow Indian Buffalo Jump Techniques, e From the Heart of Crow Country . Ele também escreveu um livro para crianças intitulado Brave Wolf and the Thunderbird .

## Morte
Medicine Crow continuou a escrever e dar palestras em universidades e instituições públicas até sua morte, aos 102 anos, em 3 de abril de 2016, um domingo de manhã. Ele estava sob cuidados paliativos em Billings, Montana . Na época, ele deixou seu filho Ron Medicine Crow, as filhas Vernelle Medicine Crow e Diane Reynolds e uma enteada Garnet Watan.

## Honras
- Medicine Crow recebeu doutorado honorário do Rocky Mountain College em 1999,[16] sua alma mater na University of Southern California em 2003,[4] e Bacone College em 2010. Ele foi embaixador e orador de formatura nesta última, uma faculdade estabelecida para nativos americanos, por mais de 50 anos.[17]
- Seu livro de memórias, Counting Coup: Becoming a Crow Chief on the Reservation and Beyond, foi escolhido em 2007 pelo Conselho Nacional de Estudos Sociais como um "livro notável para jovens".[18]
- Em 25 de junho de 2008, Medicine Crow recebeu duas condecorações militares: a Estrela de Bronze por seu serviço no Exército dos EUA e a medalha de Chevalier da Legião de Honra da França, ambas por serviço durante a Segunda Guerra Mundial.[19] Seus outros prêmios militares incluem o Combat Infantryman Badge, Army Good Conduct Medal, American Campaign Medal, European-African-Middle Eastern Campaign Medal e World War II Victory Medal .
- Em 17 de julho de 2008, os senadores Max Baucus, Jon Tester e Mike Enzi apresentaram um projeto de lei para conceder a ele a Medalha de Ouro do Congresso ; no entanto, o projeto de lei não obteve o patrocínio necessário de dois terços do Senado para seguir em frente.[20]
- Medicine Crow recebeu a Medalha Presidencial da Liberdade (a maior honraria civil concedida nos Estados Unidos) do presidente Barack Obama em 12 de agosto de 2009.[14] Durante a cerimônia na Casa Branca, Obama se referiu a Medicine Crow como bachitche, ou um "bom homem", na linguagem Crow.[21]

## Decorações
|  |  |  |
|  |  |  |
|  |  |  |
|  |  |  |

| Distintivo de Infantaria de Combate |                                                    |                                                    |                                                    |                                                    |                                                    |                                              |                                              |                                              |                                              |                                              |                                       |                                       |                                       |                                       |                                       |                           |                           |                           |                           |                           |                           |                           |                           |                           |                           |                           |                           |                           |
| 1ª linha                            | Medalha Estrela de Bronze                          | Medalha Estrela de Bronze                          | Medalha Estrela de Bronze                          | Medalha Estrela de Bronze                          | Medalha Estrela de Bronze                          | Medalha Estrela de Bronze                    | Medalha Estrela de Bronze                    | Medalha Estrela de Bronze                    | Medalha Estrela de Bronze                    | Medalha Estrela de Bronze                    | Medalha Estrela de Bronze             | Medalha Estrela de Bronze             | Medalha Estrela de Bronze             | Medalha Estrela de Bronze             | Medalha Estrela de Bronze             | Medalha Estrela de Bronze | Medalha Estrela de Bronze | Medalha Estrela de Bronze | Medalha Estrela de Bronze | Medalha Estrela de Bronze | Medalha Estrela de Bronze | Medalha Estrela de Bronze | Medalha Estrela de Bronze | Medalha Estrela de Bronze | Medalha Estrela de Bronze | Medalha Estrela de Bronze | Medalha Estrela de Bronze | Medalha Estrela de Bronze |
| 2ª Fila                             | Medalha de Boa Conduta do Exército                 | Medalha de Boa Conduta do Exército                 | Medalha de Boa Conduta do Exército                 | Medalha de Boa Conduta do Exército                 | Medalha de Boa Conduta do Exército                 | Medalha Presidencial da Liberdade            | Medalha Presidencial da Liberdade            | Medalha Presidencial da Liberdade            | Medalha Presidencial da Liberdade            | Medalha Presidencial da Liberdade            | Medalha da Campanha Americana         | Medalha da Campanha Americana         | Medalha da Campanha Americana         | Medalha da Campanha Americana         | Medalha da Campanha Americana         |                           |                           |                           |                           |                           |                           |                           |                           |                           |                           |                           |                           |                           |
| 3ª linha                            | Medalha da Campanha Europeu-Africano-Oriente Médio | Medalha da Campanha Europeu-Africano-Oriente Médio | Medalha da Campanha Europeu-Africano-Oriente Médio | Medalha da Campanha Europeu-Africano-Oriente Médio | Medalha da Campanha Europeu-Africano-Oriente Médio | Medalha da Vitória na Segunda Guerra Mundial | Medalha da Vitória na Segunda Guerra Mundial | Medalha da Vitória na Segunda Guerra Mundial | Medalha da Vitória na Segunda Guerra Mundial | Medalha da Vitória na Segunda Guerra Mundial | Cavaleiro da Legião de Honra (França) | Cavaleiro da Legião de Honra (França) | Cavaleiro da Legião de Honra (França) | Cavaleiro da Legião de Honra (França) | Cavaleiro da Legião de Honra (França) |                           |                           |                           |                           |                           |                           |                           |                           |                           |                           |                           |                           |                           |